# Еґберт II (король Кенту)
Еґберт II (давн-англ. Ecgberht, Ecberht, Ecgberhtus, Egcberth; ? — близько 784) — король Кенту у 765—784 роках.

## Життєпис
Походив з династії Ескінгів. Син Етельберта ІІ, короля Кенту. Про нього до 765 року майже нічого невідомо. Напевне перебував при дворі свого брата короля Едберта II, володаря Східного Кенту.
У 765 році після поразки та загибелі Едберта II у війні проти Оффи, короля Мерсії. Переможець поставив новим королем Еґберта II. Той тривалий час визнавав зверхність Мерсії. За підписом цього відомі хартії від 765 та 772 років, якими підтверджено дарування земель церквам та монастирям. Усі вони були засвідчені королем Оффою як сюзереном Еґберт II.
Втім у 776 році виступив проти Геберта, короля Західного Кенту, намагаючись об'єднати королівство. На допомогу останньому прийшло мерсійське військо. Вирішальна битва відбулася при Отфорті. Результати її достеменно невідома. Втім більшість дослідників вважають, що перемогу здобув Еґберт II, який захопив Західний Кент.
У 779 році під тиском Оффи Мерсійському вимушений був погодитися віддати Західний Кент поваленому королеві Герберту. Боротьба з останнім тривала до 784 року, коли Еґберт II помер власною смертю або загинув. Новим королем Східного Кенту став небіж Герберта — Елмунд.